# Депортиво Капиата
«Депорти́во Капиата́» (исп. Club Deportivo Capiatá) — парагвайский футбольный клуб из города Капиата. В настоящий момент выступает в третьем по уровню дивизионе страны.

## История
Клуб основан 4 сентября 2008 года, с 2010 года играл во втором дивизионе Парагвая, заняв в котором 2-е место в 2012 году, получил право играть в Примере Парагвая. В своём дебютном сезоне в высшем дивизионе «Депортиво» занял 5-е место и завоевал право играть в Южноамериканском кубке 2014. Домашние матчи проводит на стадионе «Эрико Галеано Сеговия», вмещающем 15 000 зрителей.

## Достижения
- Вице-чемпион Второго дивизиона Парагвая (1): 2012
- Участник Кубка Либертадорес (1): 2017 (Третий квалификационный этап)

## Сезоны по дивизионам
- Первый дивизион (7): 2013—2019
- Второй дивизион (5): 2010—2012, 2020—2021
- Примера B (Третий дивизион) (1): 2022—н. в.

### Выступления в Примере
| Чемпионат | Место |
| Ап. 2013  | 8-е   |
| Кл. 2013  | 3-е   |
| Ап. 2014  | 9-е   |
| Кл. 2014  | 10-е  |
| Ап. 2015  | 11-е  |
| Кл. 2015  | 5-е   |
| Ап. 2016  | 7-е   |
| Кл. 2016  | 4-е   |
| Ап. 2017  | 8-е   |
| Кл. 2017  | 9-е   |
| Ап. 2018  | 11-е  |
| Кл. 2018  | 10-е  |
| Ап. 2019  | 8-е   |
| Кл. 2019  | 11-е  |